# 赫拉博韋茨 (赫拉博韋茨-杜利貝市鎮)
49°14′14″N 23°47′16″E / 49.23722°N 23.78778°E
赫拉博韋茨（烏克蘭語：Грабовець），是烏克蘭西部利沃夫州斯特雷區赫拉博韦茨-杜利贝市镇内的村落。始建於1693年，面積11.46平方公里，海拔高度307米，人口980，人口密度每平方公里102.18人。